# Zeme
Zeme är en ort och kommun i provinsen Pavia i regionen Lombardiet i Italien. Kommunen hade 1 004 invånare (2018).